# Gemma Evans
Gemma Jayne Evans (Gelli, 5 febbraio 1988) è una calciatrice gallese, difensore del Liverpool e della nazionale gallese.

## Carriera

### Club
Gemma Evans si avvicina al calcio iniziando l'attività all'età di 10 anni, giocando nelle formazioni giovanili miste del Ton & Gelli, squadra di Gelli, Rhondda, nel distretto di contea di Rhondda Cynon Taf, località dove cresce con i genitori. A 13 anni si trasferisce alla sua prima squadra interamente femminile, il Ferndale Fillies, che in seguito è stata ribattezzata Cambrian, per passare successivamente al Valleys United. Ha poi continuato a giocare per il Port Talbot Town Ladies per due anni.
Dal 2015 si è trasferita al Gwalia United, dove nelle due stagioni di FA Women's Premier League Southern Division matura 40 presenze siglando 2 reti.
Il 6 settembre 2017 Evans sottoscrive con la compagna di nazionale Chloe Lloyd un accordo con lo Yeovil Town per giocare in FA Women's Super League 1 il campionato entrante.
Dopo una sola stagione nel luglio 2018 si trasferisce al Bristol City per giocare nella rinnovata FA Women's Super League dal campionato 2018-2019. Dopo tre stagioni consecutive al Bristol City, si è trasferita al Reading. Nell'estate 2023 ha firmato un contratto col Manchester United.

### Nazionale
Evans inizia ad essere convocata dalla federazione calcistica del Galles (Football Association of Wales - FAW) fin dal 2014, inserita in rosa nella formazione Under-19 che affronta le qualificazioni al campionato europeo di Israele 2015, debuttando il 13 settembre 2014 nell'incontro vinto 3-1 sulle pari età del Kazakistan e dove è autrice anche della rete del parziale 2-0 per le gallesi. Indossa la maglia della Under-19 per le restanti due partite del gruppo 4 senza che la sua nazionale riesca ad accedere alla fase élite.
Dal 2014 veste la maglia della nazionale maggiore, dove inserita in rosa con la formazione che partecipa alle qualificazioni all'Europeo dei Paesi Bassi 2017 scende in campo il 13 settembre 2014 nell'incontro vinto per 3-1 sulle avversarie dei Kazakistan. Fallito l'accesso alla fase finale la selezionatrice Jayne Ludlow la convoca per le qualificazioni al Mondiale di Francia 2019 e di nuovo per le qualificazioni all'Europeo di Inghilterra 2022.

## Palmarès

### Club
- Women's FA Cup: 1

Manchester United: 2023-2024